# حولايا
حولايا هي قرية سورية تتبع محافظة حمص إدارياً وتقع بالريف الشرقي لمدينة حمص.